# Oxford Road Cemetery
Oxford Road Cemetery is een Britse militaire begraafplaats met gesneuvelden uit de Eerste Wereldoorlog, gelegen nabij het gehucht Wieltje in het Belgische dorp Sint-Jan. De begraafplaats werd ontworpen door Reginald Blomfield en ligt langs Wieltje op ruim 1 km ten noordoosten van het dorpscentrum (Sint-Jan-Baptistkerk). Ze bestaat uit drie delen die samen een Y-vormig grondplan vormen, met een totale oppervlakte van zo'n 3.700 m². Centraal staat het Cross of Sacrifice en in het oostelijk deel staat de Stone of Remembrance in lijn met het monument voor de 50th Northumbrian Division, een gedenkzuil 100 meter verderop. Er worden 853 doden herdacht waaronder 297 niet geïdentificeerde.
De begraafplaats wordt onderhouden door de Commonwealth War Graves Commission.

## Geschiedenis
De begraafplaats werd genoemd naar een weg die door de Britten Oxford Road werd genoemd en die achter de ondersteuningsloopgraven ten zuidwesten van het gehucht Wieltje, naar de weg van Potyze naar Zonnebeke liep. De begraafplaats werd door gevechtseenheden gebruikt van augustus 1917 tot april 1918. In oktober 1917 startte men vlakbij een tweede begraafplaats, de Oxford Road Cemetery No.2, die nu als perk V een geheel vormt met de andere delen. Na de wapenstilstand werden nog doden bijgezet die afkomstig waren uit de omliggende slagvelden ten oosten en zuidoosten van Ieper.
Er liggen nu 657 Britten (waaronder 254 niet geïdentificeerde), 74 Australiërs (waaronder 40 niet geïdentificeerde), 83 Canadezen, 37 Nieuw-Zeelanders (waaronder 3 niet geïdentificeerde) en 2 Duitsers. Voor 3 slachtoffers werden Special Memorials opgericht omdat hun graven niet meer teruggevonden werden en waarvan men vermoedt dat ze onder naamloze grafzerken liggen.
De begraafplaats werd in 2009 als monument beschermd.

## Graven

### Onderscheiden militairen
- Clement Robertson, kapitein bij het 3rd Bn. Queen's (Royal West Surrey) Regiment, toegevoegd bij het A Bn. Tank Corps, werd onderscheiden met het Victoria Cross (VC) voor zijn moedig optreden tijdens een tankaanval op 4 oktober 1917, waarbij hij sneuvelde in de leeftijd van 28 jaar.
- H.F. Gough, onderluitenant bij het North Staffordshire Regiment werd onderscheiden met de Distinguished Service Order (DSO).
- T.H. Roughton, kapitein bij de Lancashire Fusiliers en R.S. Thomas, onderluitenant bij het Worcestershire Regiment werden onderscheiden met het Military Cross (MC).
- onderluitenant Thomas Brew, de sergeanten T. Walmsley, George Bland, William Allan Murgatroyd en R. Read, korporaal C.S.J. Duke en soldaat L. Greenfield werden onderscheiden met de Distinguished Conduct Medal (DCM).
- nog 13 militairen werden onderscheiden met de Military Medal (MM), daarbij onderluitenant Henry Stewart Anquetil die deze onderscheiding tweemaal ontving (MM and Bar).

### Alias
- soldaat Ernest George Osman diende onder het alias E. Osborne bij het Royal Berkshire Regiment.